# Lijst van burgemeesters van Rijckholt
Dit is een lijst van burgemeesters van de voormalige Nederlandse gemeente Rijckholt tot die gemeente in 1943 opging in de gemeente Gronsveld.
| Ambtsperiode | Naam burgemeester                           | Partij of stroming | Bijzonderheden                                |
| ------------ | ------------------------------------------- | ------------------ | --------------------------------------------- |
| 18?? - 18??  | Charles Maximilien Joseph Marie van Brienen |                    |                                               |
| 1831 - 1874  | M. Schrijnemaekers                          |                    | tevens burgemeester van Gronsveld (1859-1870) |
| 1874 - 1885  | M. Schrijnemaekers                          |                    |                                               |
| 1885 - 1925  | W.H. Schrijnemaekers                        |                    |                                               |
| 1925 - 1927  | A.H. Spauwen                                |                    | tevens burgemeester van Gronsveld (1913-1941) |
| 1928 - 1940  | J.H. Roosen                                 |                    |                                               |
| 1940 - 1941  | A.H. Spauwen                                |                    | tevens burgemeester van Gronsveld (1913-1941) |
| 1941 - 1942  | H.H. Bouchoms                               |                    | tevens burgemeester van Gronsveld (1941-1944) |